# When the Summer Dies
When the Summer Dies è un singolo realizzato dal produttore discografico e disc jockey canadese deadmau5 e la cantante Lights.

## Descrizione
Seconda collaborazione tra i due artisti a distanza di tre anni (Drama Free), è stata suonata come inedito durante il Day of the deadmau5 a Chicago nell'ottobre 2020.
Il singolo si è posizionato #24 nella classifica Hot Dance/Electronic Songs di Billboard.

## Tracce
1. When the Summer Dies

### Remixes
1. When the Summer Dies (Meowingtons Remix)
2. When the Summer Dies (French Original Remix)